# Michal Kolář
Michal Kolář (auch Michael Kolář; * 21. Dezember 1992 in Prag) ist ein ehemaliger slowakischer Radrennfahrer.

## Sportlicher Werdegang
Als Junior war Kolář Mitglied der Nationalmannschaft und wurde mehrfach im UCI Men Juniors Nations’ Cup eingesetzt. Zur Saison 2012 wurde er Mitglied im slowakischen UCI Continental Team Dukla Trencin Trek. In seiner zweiten Saison für das Team gewann er 2013 eine Etappe der Serbien-Rundfahrt und das Eintagesrennen Banja Luka-Belgrad I. 
In der nächsten Saison fuhr er erstmals bei einem UCI WorldTeam, der russischen Mannschaft Tinkoff-Saxo. Für diese Mannschaft gewann er 2015 eine Etappe der Slowakei-Rundfahrt sowie mit dem Team das Mannschaftszeitfahren der Kroatien-Rundfahrt 2016. In dieser Zeit wurde er ein wichtiger Helfer von Peter Sagan sowohl im Team als auch in der Nationalmannschaft. Bei allen drei Weltmeister-Titeln von Sagan war Kolář Tel des slowakischen Teams.
Nach Auflösung des Teams Tinkoff wechselte Kolář zur Saison 2017 zusammen mit Peter Sagan und sechs weiteren Fahrern zum deutschen Team Bora-hansgrohe. Mit der Vuelta a España 2017 nahm er an ein Grand Tour teil, die er jedoch nicht beendete. Im Juni 2018 beendete Kolář unerwartet im Alter von 25 Jahren seine Karriere als Radrennfahrer, da er nach eigener Einschätzung nicht in der Lage sein würde, jemals das für das Verwirklichen seiner sportlichen Ziele erforderliche Niveau zu erreichen.

## Erfolge
2013
- eine Etappe Serbien-Rundfahrt
- Banja Luka-Belgrad I

2015
- eine Etappe Slowakei-Rundfahrt

2016
- Mannschaftszeitfahren Kroatien-Rundfahrt

## Grand-Tour-Platzierungen
| Grand Tour            | 2017 |
| --------------------- | ---- |
| Giro d’ItaliaGiro     | –    |
| Tour de FranceTour    | –    |
| Vuelta a EspañaVuelta | DNF  |